# EDAG Prototyp Keinath GT/C
Der EDAG Prototyp Keinath GT/C ist ein Concept Car des EDAG-Unternehmens.
Für die Gestaltung des Exterieurs des Keinath GT/C waren die Designer von EDAG verantwortlich. Beauftragt wurde die Studie von Horst Keinath Automobilbau. Sportwagen wie der Keinath sollten eine exklusive Zielgruppe ansprechen, die traditionelle Stilelemente erwartete. Daher war bei der Entwicklung das Design bewusst auf die klassische Formensprache ausgerichtet.
2011 hatte der Keinath GT/C im Spielfilm „Erlkönig“ sein Fernseh-Debüt im ZDF.

## Basis
Die technische Basis bildete der Opel Omega. Das selbsttragende Chassis in Stahlbauweise wurde durch ein komplett in GFK gestaltetes Exterieur vervollständigt.